# Jim Parker
James Thomas „Jim“ Parker, Spitzname „Big Jim“ (* 3. April 1934 in Macon, Georgia, USA; † 18. Juli 2005 in Columbia, Maryland) war ein US-amerikanischer American-Football-Spieler. Er spielte als Guard/Offensive Tackle bei den Baltimore Colts in der National Football League (NFL).

## Spielerlaufbahn

### Collegekarriere
Jim Parker wuchs in Macon und in Toledo, Ohio auf. Nach dem Besuch der High School studierte er von 1954 bis 1956 an der Ohio State University und spielte als Guard für die Ohio State Buckeyes American Football. Bereits als College-Football-Spieler feierte Jim Parker große Erfolge. 1954 gewann er mit den "Ohio State Buckeyes" die nationale College-Football-Meisterschaft. In den Jahren 1955 und 1956 wurde er zum All-American gewählt, 1956 war er Gewinner der Outland Trophy, ein Preis der dem besten Offensive- oder Defensive-Line-Spieler verliehen wird. Parker war der erste dunkelhäutige Spieler, der diesen Preis erhielt. Parker machte einen Bachelor in Sport.

### Profikarriere
Im Jahr 1957 wurde Jim Parker durch die Baltimore Colts in der ersten Runde an achter Stelle gedraftet. Die Colts zahlten Parker nach der Unterschrift unter einen Vertrag mit einer Laufzeit von zwei Jahren ein Gehalt von 14.000 US-Dollar. Trainer der Mannschaft aus Baltimore war Weeb Ewbank. Ewbank gelang es durch die Verpflichtung junger, erfolgshungriger Spieler, wie dem Fullback Alan Ameche, dem Runningback Lenny Moore oder dem Wide Receiver Raymond Berry aus den Colts eine Spitzenmannschaft zu formen. Parker spielte in der Offense der Mannschaft als linker Tackle und hatte die Aufgabe Quarterback Johnny Unitas vor den Angriffen der gegnerischen Defense zu schützen.

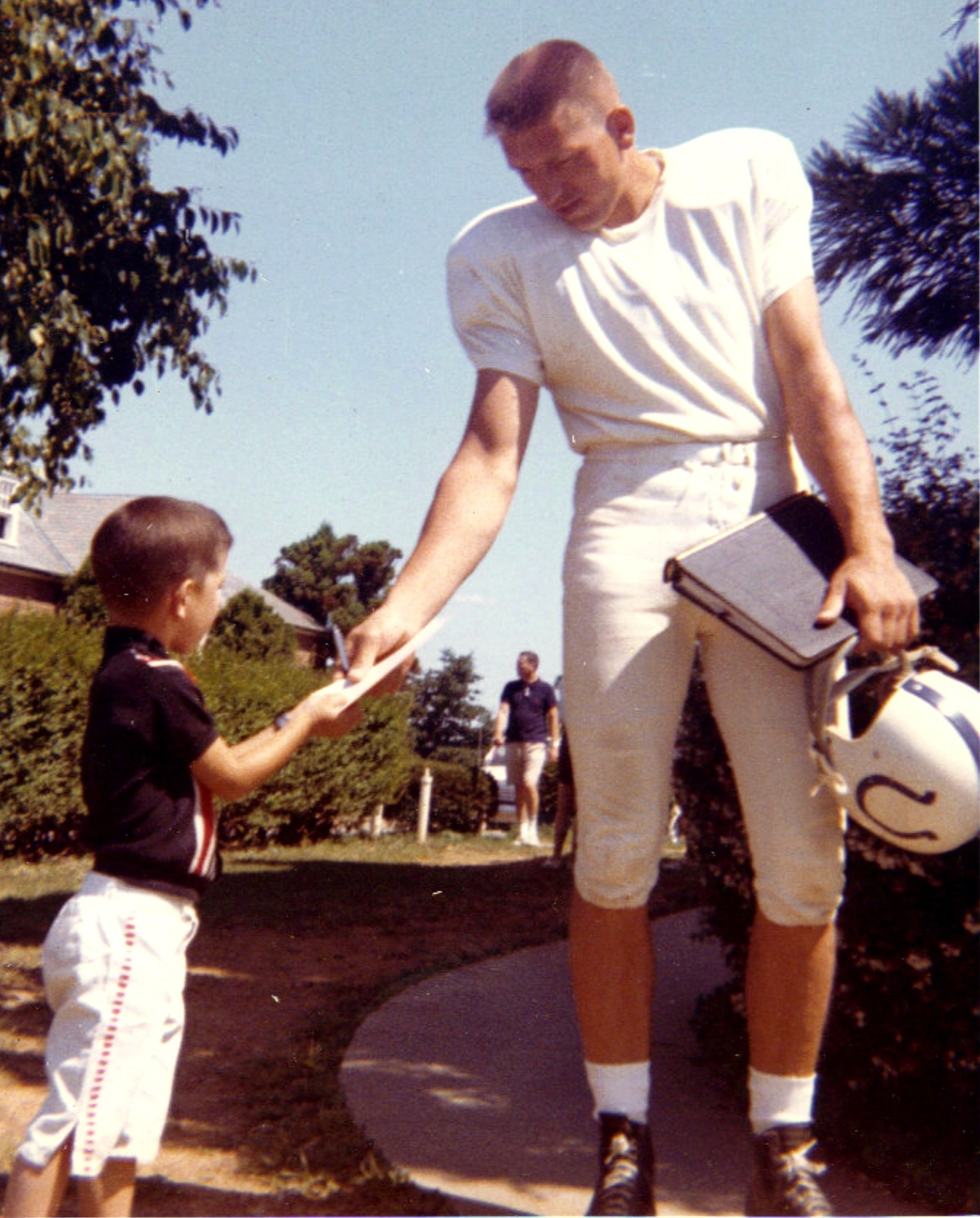
Johnny Unitas

Im Jahr 1958 zogen die Colts in das NFL-Meisterschaftsspiel ein und Parker konnte seinen ersten Titel gewinnen. Gegner waren die New York Giants, die mit 23:17 besiegt werden konnten. Geschützt durch seine Offensive Line konnte Unitas 349 Yards an Raumgewinn durch Passspielzüge erzielen. Alan Ameche erzielte den entscheidenden Touchdown in der Overtime. Das Spiel wird von vielen Footballfans als das beste Footballspiel aller Zeiten bezeichnet.
Im Jahr 1959 konnte Parker seinen zweiten Titel gewinnen. Erneut waren die Giants im NFL Endspiel der Gegner. Sie mussten sich nochmals, diesmal mit 31:16, geschlagen geben. Auch in diesem Spiel konnte Unitas seine Mitspieler entscheidend in Szene setzen. Er erzielte zwei Touchdowns und einen Raumgewinn von 264 Yards.
Ab 1962 wurde Parker überwiegend als linker Guard eingesetzt. 1963 übernahm Don Shula das Traineramt bei den Colts. Er führte das Team im folgenden Jahr in das dritte NFL-Endspiel seiner Teamgeschichte. Diesmal zeigten sich allerdings die Cleveland Browns als überlegen und gewannen mit 27:0.
Behindert durch zahlreiche Verletzungen musste Parker nach der Saison 1967 seine Laufbahn beenden.

## Nach der NFL
Jim Parker besaß nach seiner Laufbahn einen Schnapsladen in Baltimore. 1999 setzte er sich zur Ruhe. Er war dreimal verheiratet und hatte fünf Söhne und acht Töchter. Parker starb an Herz- und Nierenversagen und ist auf dem King Memorial Park in Windsor Mill Manor beerdigt.

## Ehrungen
Jim Parker spielte achtmal im Pro Bowl, dem Abschlussspiel der besten Spieler einer Saison. Er wurde zehnmal zum All-Pro gewählt. Parker ist Mitglied im NFL 75th Anniversary All-Time Team, im NFL 1950s All-Decade Team, in der Ohio High School Hall of Fame, in der Ohio State Varsity O Hall of Fame, in der Pro Football Hall of Fame und in der College Football Hall of Fame. Parker war der erste Spieler, der in die Pro Football Hall of Fame aufgenommen wurde und nur als Spieler der Offensive Line zum Einsatz gekommen war. Seine Rückennummer 77 wird bei den Colts nicht mehr vergeben. Die Zeitschrift "The Sporting News" wählte ihn zu einem der besten 100 Footballspieler aller Zeiten.
Die Baltimore Ravens ehren ihn auf dem Ring of Honor.